# 先驅高地
先驅高地（英語：Pioneer Heights）是南極洲的高地，位於埃爾斯沃思地，屬於赫里蒂奇嶺的一部分，根據美國地質調查局的測量和美國海軍的空中照片被繪入地圖，現時由南極條約體系管理。
79°30′S 83°30′W / 79.500°S 83.500°W